# Podravka
Podravka d.d. är ett kroatiskt livsmedelsföretag med huvudkontor i Koprivnica. Företaget grundades 1934 och är idag ett av de större livsmedelsföretagen i sydöstra, östra och centrala Europa. Företaget hade närmare 7 000 anställda 2007 och till dess internationellt kanske mest igenkännbara produkt hör kryddblandningen Vegeta som saluförs världen över, däribland Sverige.

## Historik
1934 öppnade bröderna och entreprenörerna Marijan och Matija Wolf en fruktbearbetningsanläggning i Koprivninca. 1947 förstatligades företaget som då fick det nuvarande namnet. Under nästkommande årtionden skulle företagets sortiment och produktion komma att utökas till diverse livsmedel, däribland olika typer av marmelader, buljonger, desserter och soppor. 1959 påbörjades tillverkningen av kryddblandningen Vegeta 40 (idag Vegeta). Vegeta tillverkas främst vid Podravkas fabrik i Koprivnica samt vid företagets dotterbolag i Polen. Tillverkning under licens förekommer i Österrike och Ungern.
1993, efter att Kroatien lämnat Jugoslavien och marknadsekonomi införts, kom företaget att privatiseras. Det har senare köpt upp andra bolag i bland annat Slovenien och Tjeckien. I varumärkesportföljen ingår EVA, Fant, Kviki med flera.
I Sverige säljer Podravka Vegeta och ajvar.